# Northern California Open 1988
Northern California Open 1988 — тенісний турнір, що проходив на відкритих кортах з твердим покриттям у Аптосі (США). Належав до турнірів 5-ї категорії в рамках Туру WTA 1988. Тривав з 25 до 31 липня 1988 року.

## Фінальна частина

### Одиночний розряд, жінки
Сара Гомер —  Робін Вайт 6–4, 7–5
- Для Гомер це був єдиний титул за сезон і 1-й — за кар'єру.

### Парний розряд, жінки
Ліз Грегорі /  Ронні Рейс —  Патті Фендік /  Джилл Гетерінгтон 6–3, 6–4
- Для Грегорі це був єдиний титул за сезон і 2-й - за кар'єру. Для Рейс це був єдиний титул за сезон і 3-й — за кар'єру.